# Моја мама зна шта се дешава у градовима
Моја мама зна шта се дешава у градовима је књига поезије Радмиле Петровић, објављена у издању издавачке куће Енклава 2020. године.

## О аутору
Радмила Петровић, рођена је 1996. године у Ужицу, а детињство је провела у Ступчевићима код Ариља. Економски факултет је завршила у Београду. Објавила је књиге поезије Мирис земље и Целулозни рокенрол. Заступљена је у зборницима и онлајн часописима, али је њена поезија у последње време постала присутна и на друштвеним мрежама. Не преза од било које теме, оштро се супротстављајући опште прихваћеним идејама о равноправности, породичној хијерархији и вечитој, потресној динамици вредности између села и града.

## О књизи
Књигом поезије Моја мама зна шта се дешава у градовима ауторка на посебан начин спаја искуство града и савремене мотиве са појмовима и динамиком међуљудских односа унутар традиционалног сеоског амбијента. На тај начин ствара један специфичан поетски међупростор у коме преиспитује устаљене моделе обе средине.
Ауторка у тексту под насловом ДНК који се налази на корицама књиге каже:
| „ | У мом селу постоје покорне жене и мртве жене. Никад заиста нисам напустила то место, никад се уселила у овај стан. Ујутру прво размислим где сам, чује ли се кошава или шум на срцу моје мајке. Кажеш лепа сам, али некако увек тужна, попут принцес-крофне на задушницама. Желела сам и ја да будем латица, а трава сам која израста из бетона, Морава што прети да се улије у свачије ципеле. Ништа те не учини толико снажним као породица у којој се деца гаје као кукуруз, под условом да је преживиш. Можда ни не знам да се вежем ни за шта друго осим за стих. Пишеш и ти. Мени песме, њој романе. Није важно, више волим поезију. Моја мама зна шта се дешава у градовима, а ја знам зашто се у њих одлази. | ” |

## Песме у збирци
Из садржаја:
- Девојка која не верује у митове
- Говорили су ми да је Београд град у коме никог не смеш да погледаш у очи
- Прасе на Вол Стриту
- Моја лоза има дар да скрати линију живота
- Економија жудње
- Кртичњак
- Пре поласка у школу знала сам шта је одузимање
- Проклетство шуме
- Изнад твојих кључних костију
- Четири пољупца да спасемо свет
- Зашто сестра плаче?
- Песму не бих назвала по улици Пожешкој
- Тај момак је спреман све да остави, само не цигарете
- Здраво, тата, храбра сам, само, ниси нас водио на море
- Шума, плуг, јагорчевина
- Не умем топлије
- Немам с ким да пљујем у лавабо наизменично пасту за зуме
- Трубачи
- Одјеци шуме
- Планина у пламену
- Кад ме опишеш пријатељима кажу шта ће ти то
- Моја мама зна шта се дешава у градовима
- Писмо тати
- Нигде утехе
- Само проверавам
- тетка каже то је смрт за православље
- играчке сте куповали за сина
- Ако љубав, онда шта?
- Њена хаљина
- Два минута без поезије
- Српкиња сам, ал’ ми Косово није у срцу, него ти
- Брда
- Сањам оца и ножеве, ножеве, ножеве
- До мог срца треба десет минута колима
- Језик биља
- Цветин син се није женио
- Је л’ туга са села?
- Ако је љубав, онда је љубав
- Само желим неког да расклопимо трактор мог оца у тишини